# Каруж
Каруж (фр. Carouge) — коммуна кантона Женева в Швейцарии. Соседствует с коммунами Женева, Ланси, План-ле-Отс, Веирье и Труане.
Каруж был основан 31 января 1786 года Виктором-Амадеем III, королём Сардинии и герцогом Савойским.
Каруж известен своими торговыми центрами и развлекательным комплексом.

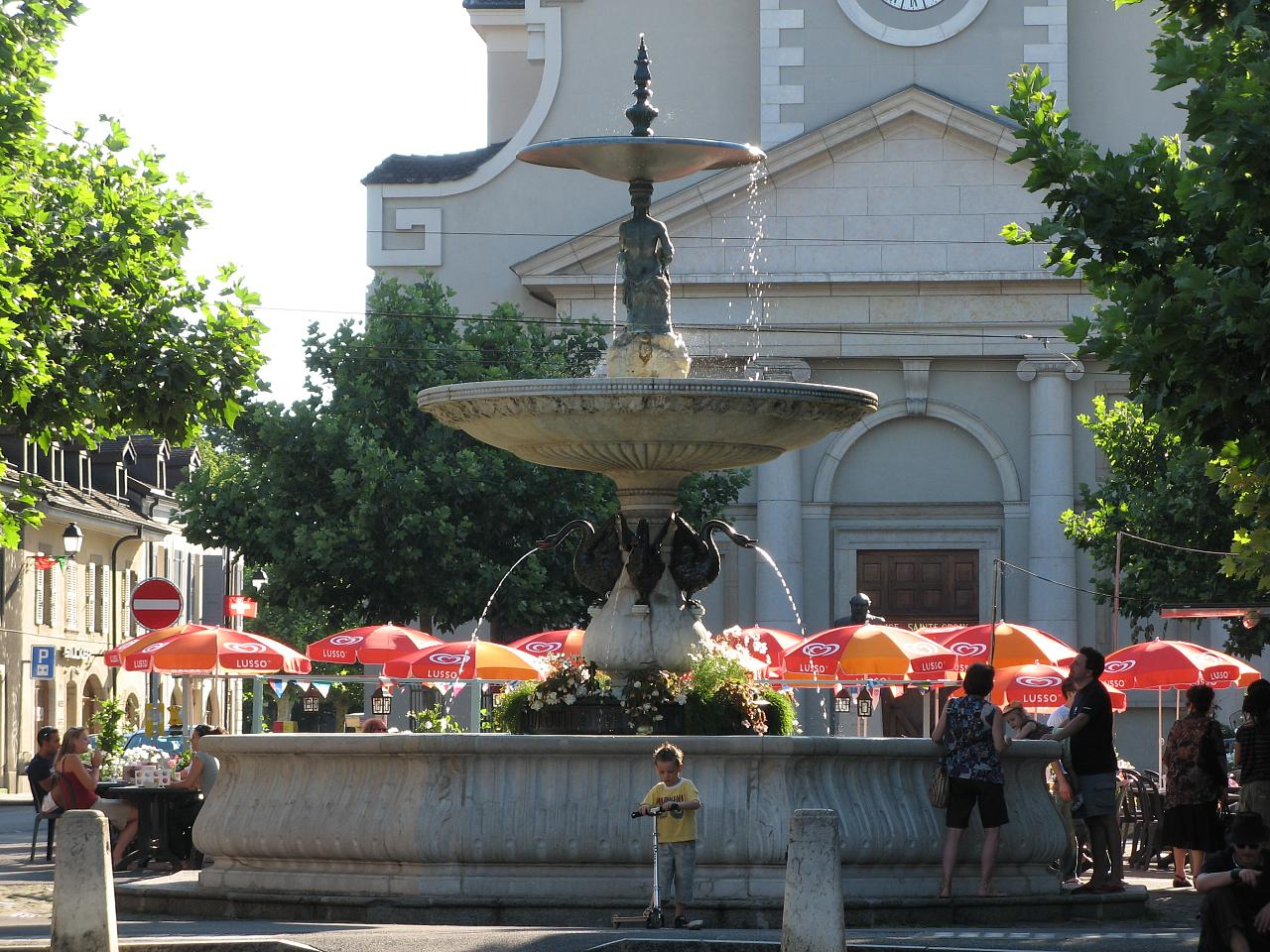
Торговая площадь Каружа.